# Vitali Zastoechov
Vitali Sergejevitsj Zastoechov (Armeens: Վիտալի Սերգեեւիչ Զաստուխով) (Jerevan, 27 juli 1947 - Jerevan, 17 november 2001) was een Sovjet-Russische basketballer die uitkwam voor het nationale team van de Sovjet-Unie. Hij kreeg de onderscheiding Meester in de sport van de Sovjet-Unie, Internationale Klasse in 1969. Hij is afgestudeerd aan de Armeense Universiteit.

## Carrière
Zastoechov begon zijn carrière bij Spartak Jerevan. In 1969 verhuisde hij naar Dinamo Moskou. In 1972 stapte hij over naar SKIF Jerevan. In 1977 stopte hij met basketbal.
Zastoechov won met de Sovjet-Unie één keer brons het Wereldkampioenschap in 1970. Op het Europees Kampioenschap won Zastoechov goud in 1969. De laatste jaren van zijn leven woonde hij in de Verenigde Staten. Hij overleed in Jerevan aan een hersenziekte. In Armenië wordt een jeugdbasketbaltoernooi gehouden ter nagedachtenis aan Vitali Zastoechov

## Erelijst
- Wereldkampioenschap:
  - Brons: 1970
- Europees kampioenschap: 1
  - Goud: 1969